# Hindenburg-gát

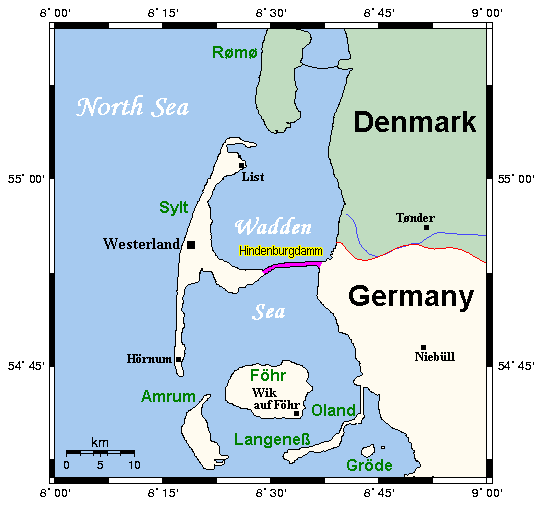

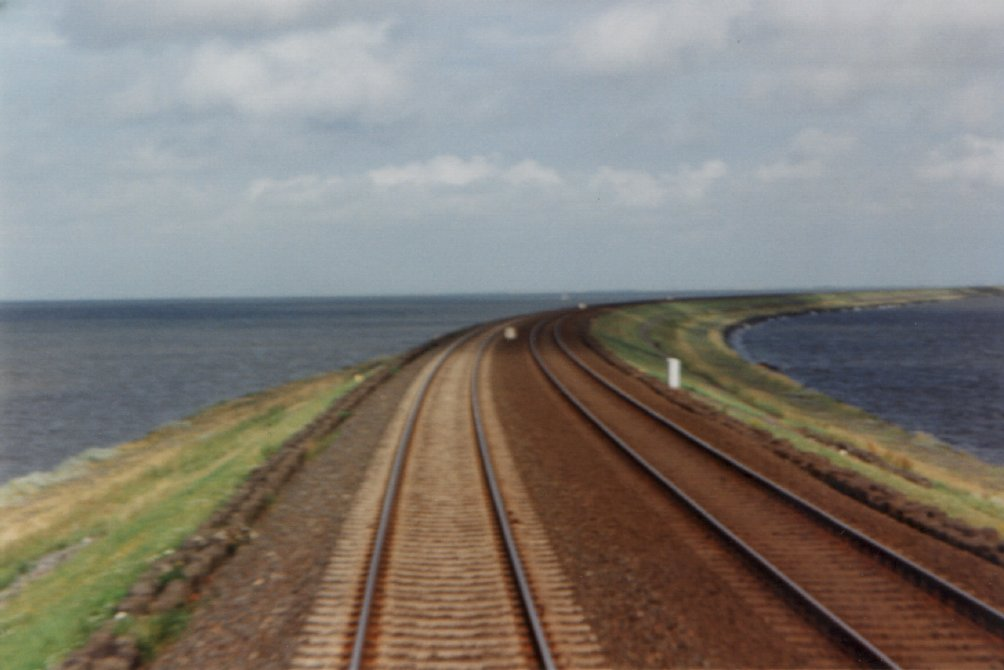
A Hindenburg-gát vasúti sínjei

A Hindenburg-gát (németül: Hindenburgdamm) 1927. június 1-jén átadott északi-tengeri töltésút, amely az Északi-Fríz-szigetet, Syltet köti össze Schleswig-Holsteinnal. A négy év alatt elkészült építményen kizárólag vasúti közlekedés zajlik, és a Hamburg és Westerland között közlekedő Marschbahn (Lápi vasút) vonalán található. Eredetileg egyvágányúnak épült, de később kibővítették, és 1972-től két vágányon zajlik rajta a közlekedés. A gát 11,3 km hosszú, azonban a lecsapolásokkal csak 8,1 km halad át a Watt-tengeren. A töltésen évente mintegy négymillió embert és közel egymillió autót szállítanak a vonatok.

## Története

### A gátépítés előtt
A német–dán háború 1864-es befejeztével Sylt és Westerland az újonnan létrehozott Tondern járáshoz kerültek, és a tengeri nyaralóhely, Westerland egyre jelentősebbé vált. A Marschbahn 1887-ben már Hamburg-Altonától – Husum és Niebüll érintésével – Tondernig közlekedett. Onnan pedig egy elágazás vezetett a Hoyerschleuse kikötőig, ahonnan kerekes gőzhajóval lehetett Munkmarsch kikötőjébe eljutni.
Az összeköttetés apály- és dagályfüggő volt és telente a tenger jege áthatolhatatlan akadállyá állt össze. Így az átkelés közel 6, rossz időjárási és áramlati viszonyok esetén pedig akár több órát vett igénybe. 1875 és 1876 között Ludwig Meyn fúrásokat és kísérleteket hajtott végre a Watt-tengerben Sylt közelében azzal a céllal, hogy a sziget keleti pontját (Nösse) és a szárazföldet egy gáttal összeköthessék. Westerland egyre növekvő turisztikai népszerűségének eredményeképpen 1910-ben már állami tervek is napvilágot láttak, és 1914-ben már megkezdődtek az építési előkészületek, azonban a munkálatokat az első világháború miatt megszakították. A háború utáni határrendezések során, 1920-ban Tondern és Hoyerschleuse (dánul: Tønder, illetve Højer) Dániához kerültek, Sylt azonban egy népszavazást követően Németországnál maradt. Így a hajóval érkező kirándulók kénytelenek voltak Dániába utazni, hogy a szigetre jussanak, és a határátlépéshez vízumra volt szükség. Ezért mihamarabb szükség volt az összekötő gát német felségterületen való megépítésére. Bár a vízumkötelességet 1922-ben feloldották, a német állam érdeke megkövetelte a gát építését.

### Építés

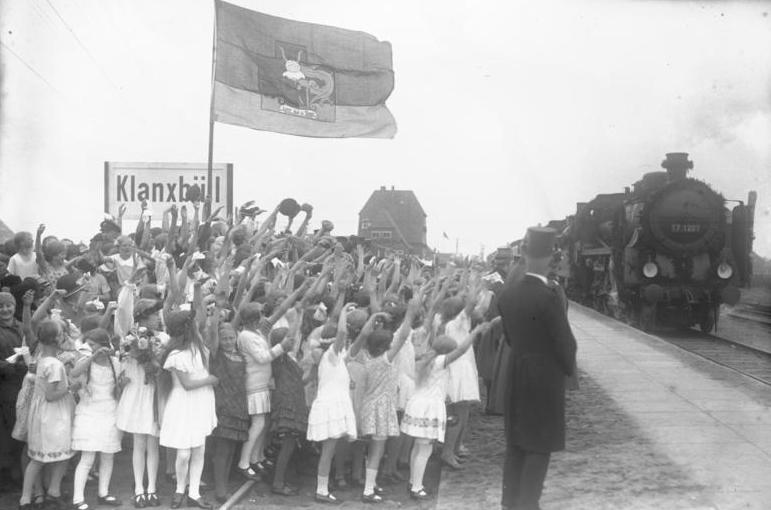
A gát avatási ünnepsége 1927. június 1-jén

Mivel a Niebülltől északra fekvő utak nem bírtak volna meg egy ilyen építkezést, 1922-ben Klanxbüllig lefektették a síneket, amelyen az építőanyagokat szállították. A munka megkezdése után négy hónappal egy áradás lerombolta az addig felépített gátat. Ezért a pályát északabbra költöztették. A frankfurti Philipp Holzmann és a duisburgi Peter Fix Söhne vállalat által végzett munkálatokat a husumi székhelyű Preußischen Wasserneubauamtes Dammbau Sylt irányította. A cölöpökkel és palánkfallal egy leülepített területet alakítottak ki. A négy évig tartó építkezésen 1000-1500 munkás dolgozott, és több mint 3 millió köbméter homokot és tengeri iszapot, illetve 120 000 tonna, szárazföldről származó követ használtak fel.
A gát építési költsége elérte a 18,5 millió birodalmi márkát, ami méterenként kb. 1700 márkát jelent, és ennyibe került a kétvágányos vasúti alagút megépítése is. Hogy a 25 millió márkás végösszeget (amelyben az odavezető út is benne foglaltatik) csökkentsék, a vonatjegy árához egy 40 kilométeres utazás árának megfelelő felárat adtak, amit 1933-ban csökkentettek, majd 1940-ben eltöröltek.
A gátépítés miatt megváltozó áramlatok miatt az építménytől északra és délre egy-egy 600 m hosszú védőgátat építettek, így jött létre a Wiedingharder Neue Koog és Dreieckskoog területe.

### Névadás
Az építményt az akkori birodalmi elnökről, Paul von Hindenburgról nevezték el, aki az 1927-es avatási ünnepségen is részt vett, és egyike volt a gáton átkelő első utasoknak, akik Klanxbüllből Westerlandig vonatoztak. Az ünnepséget követő westerlandi reggelin Julius Dorpmüller, a Birodalmi Vasút akkori igazgatója a töltésutat Hindenburg-gátnak (Hindenburgdamm) keresztelte.
A második világháború után a nevet sokáig kritizálták, mert egyesek Hitler hatalomra kerülését Hindenburg tétova magatartásának tulajdonították. Több kezdeményezés is született a gát átnevezésére, de a Sylt-gát, a Béke-gát vagy az Északi-fríz-gát neveket nem sikerült elfogadtatni.

## Környezet
Megépülésével a gát megtörte a szárazföld és Sylt közötti árapályt, melynek eredményeképpen megváltoztak az áramlatok, és a sziget déli csücskének (Hörnum-Odde) egy része fokozatosan a tenger martalékává vált.
A töltés egy nemzeti park (Nationalpark Schleswig-Holsteinisches Wattenmeer) különösen védett övezetében található, amelybe tilos a belépés. Ugyanakkor a vidékre jellemző, az apálykor szokásos iszapsétákra itt azért sincs lehetőség, mivel a dagályáramlatok igen erősek.

## Vasúti közlekedés

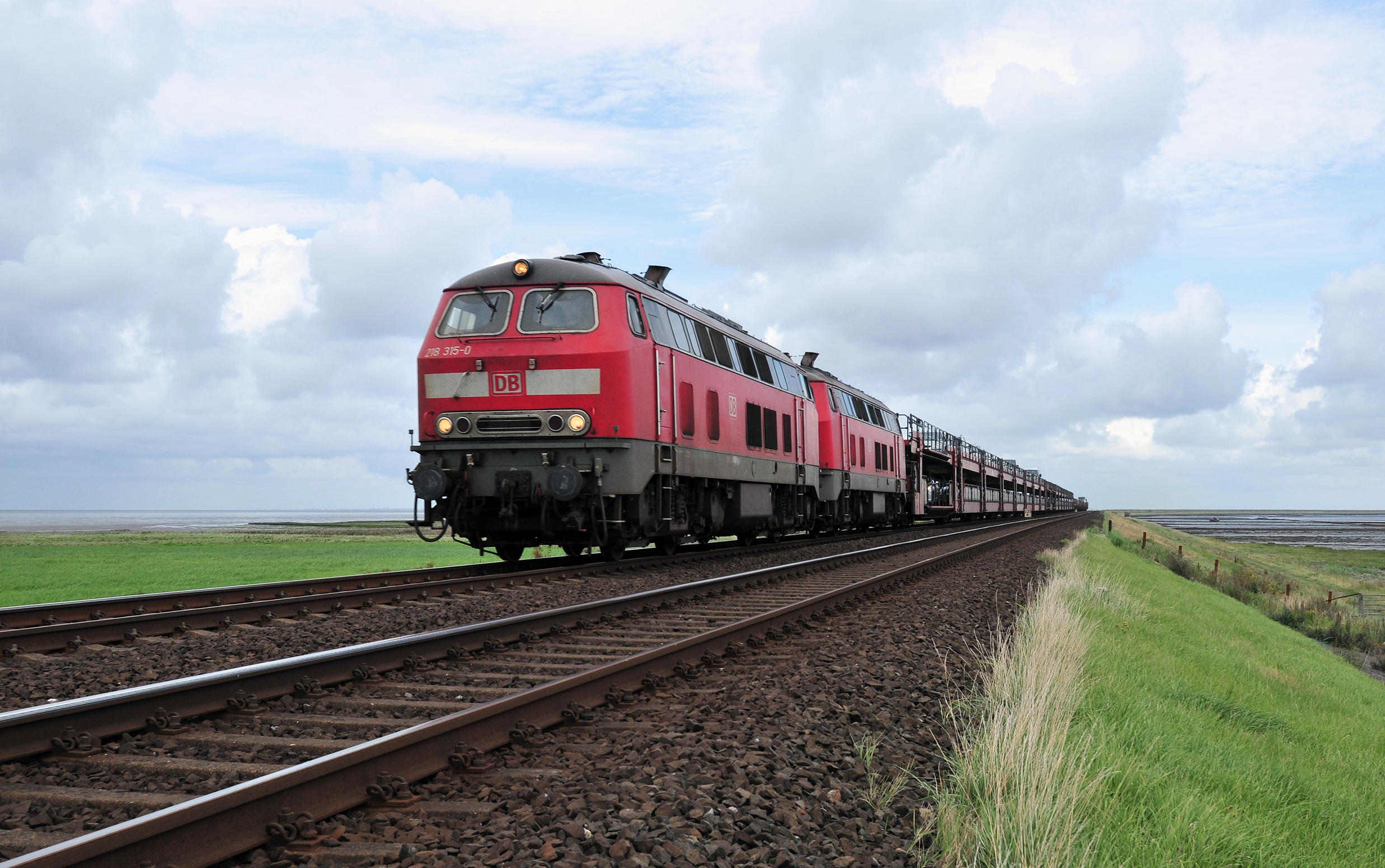
A SyltShuttle DB 218 315-0 dízelmozdonya a gát végén

Sylt szigetét a szárazföld felől csak hajóval, repülővel és vonattal lehet megközelíteni. A gépkocsik, teherautók és autóbuszok a szigetre csak autószállító vonattal juthatnak el.

### Járművek szállítása
A közúti járműveket már 1932-től vonattal szállították a szigetre. A második világháborúig a vonattal szállított járművek tulajdonosai nem utazhattak kocsijukban, csak 1950-től biztosított ez a lehetőség. 1951-től már speciális, sebesvonatként jegyzett autószállító vonatok közlekedtek a töltésen. Az egyre sűrűsödő járatok és a korlátjait elérő szállítási kapacitás miatt hamarosan felmerült a közúti kapcsolat létrehozásának igénye is.
1955-ben a kapacitás növelése érdekében a gáton és a szárazföldi Lehnshallignál kereszteződési lehetőséget hoztak létre. 1957 húsvétján 450 gépkocsit szállítottak át a töltésen. Ugyanebben az évben lezárultak a pálya gyorsítási munkálatai, és a Mosumig húzódó szakaszt fővonallá nyilvánították. 1961-ben emeletes szállítókocsikat helyeztek üzembe, 1964-ben pedig újabb emeletes kocsikat vetettek be. 1972-től két vágányon zajlik a közlekedés. A Sylt-Shuttle járat mellett 2016 óta az amerikai Railroad Development Corporation is indít autószállító vonatokat a szigetre. 1997 és 2013 között a gépkocsikat a Deutsche Bahn leányvállalata, a DB AutoZug szállította, majd 2013 szeptemberében ezt beolvasztották a DB Fernverkehrbe.
2011. január 20-án a münsteri másodfokú közigazgatási bíróság úgy döntött, hogy a DB AutoZugnak lehetővé kell tennie, hogy más szolgáltatók is használhassák az autók berakódására fenntartott terminált, így megszűnt az állami vasúttársaság monopóliuma.

### Személyszállítás
A vasúti személyszállítást elsősorban a turisták használják. Naponta többször is áthaladnak InterCity vonatok a töltésen, illetve regionális vonatok óránként szállítják az utasokat Niebüll irányából.
A sziget áruellátását teherautókkal biztosítják, amelyeket azonban többnyire a Sylt-Shuttle szállít.

### Blokkőrhely a gáton

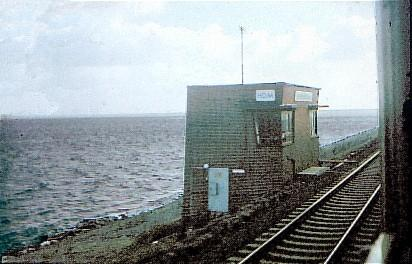
Blokkőrhely a gáton (1978)

A gáton egy blokkőrhely is létesült, amelyhez a személyzetet a menetrend szerinti autószállító járatokkal juttatták el a helyszínre és vissza. 1996-tól ezt önálló, személyzet nélküli őrhellyé alakították.

## Balesetek
1993. július 16-án egy széllökés következtében egy kisteherautó és utánfutója lesodródott az autószállító vonatról. A balesetnek két sérültje volt.
2009. szeptember 3-án egy, az autószállító vonaton utazó teherautót egy széllökés leborított a szerelvényről, és annak sofőrje életét veszítette. A baleset kapcsán több kritika is megfogalmazódott: a mentést végző tűzoltók a rossz minőségű és csúszós mentőútvonalra panaszkodtak, illetve felmerült a vasúttársaság felelőssége is. A balesetet követően új mentési akciótervet dolgoztak ki a hatóságok, hogy hasonló esetekben minél hatékonyabban végezhessék a mentési munkálatokat.
A vonat vezetőjét pénzbüntetésre ítélték, mivel nem tartotta be a rakodási előírásokat, melyek értelmében a túl könnyűnek ítélt teherautókat a vasúti kocsikhoz kell rögzíteni. A bírósági eljárás során megvizsgálták a vasúttársaság felelősségét is.
2015 áprilisában a töltésen egy elszabadult tehéncsorda néhány egyedét ütötte el a vonat. Személyi sérülés nem történt, azonban több járat kimaradt.

## Egyéb
A Hindenburgdamm nevet viseli egy-egy utca Pinnebergben, Rahdenben és a berlini Lichterfeldében.
2017-ben egy négytagú francia család átbiciklizett a töltés mentési útján. Westerlandba érkezésükkor a rendőrség őrizetbe vette őket, mivel a gátra illetékteleneknek tilos a belépés. A család azt állította, hogy a navigációs rendszerük szerint a töltésen egy kerékpárút található, ezért gondolták úgy, hogy ekképpen jutnak el a szigetre. Akciójuk fennakadást okozott a vasúti közlekedésben is, mivel a vonatok biztonsági megfontolásból lelassítottak. Már korábban is felmerült egy kerékpárút létesítésének terve, azonban ez különböző biztonsági akadályok miatt még nem valósult meg.

## Galéria

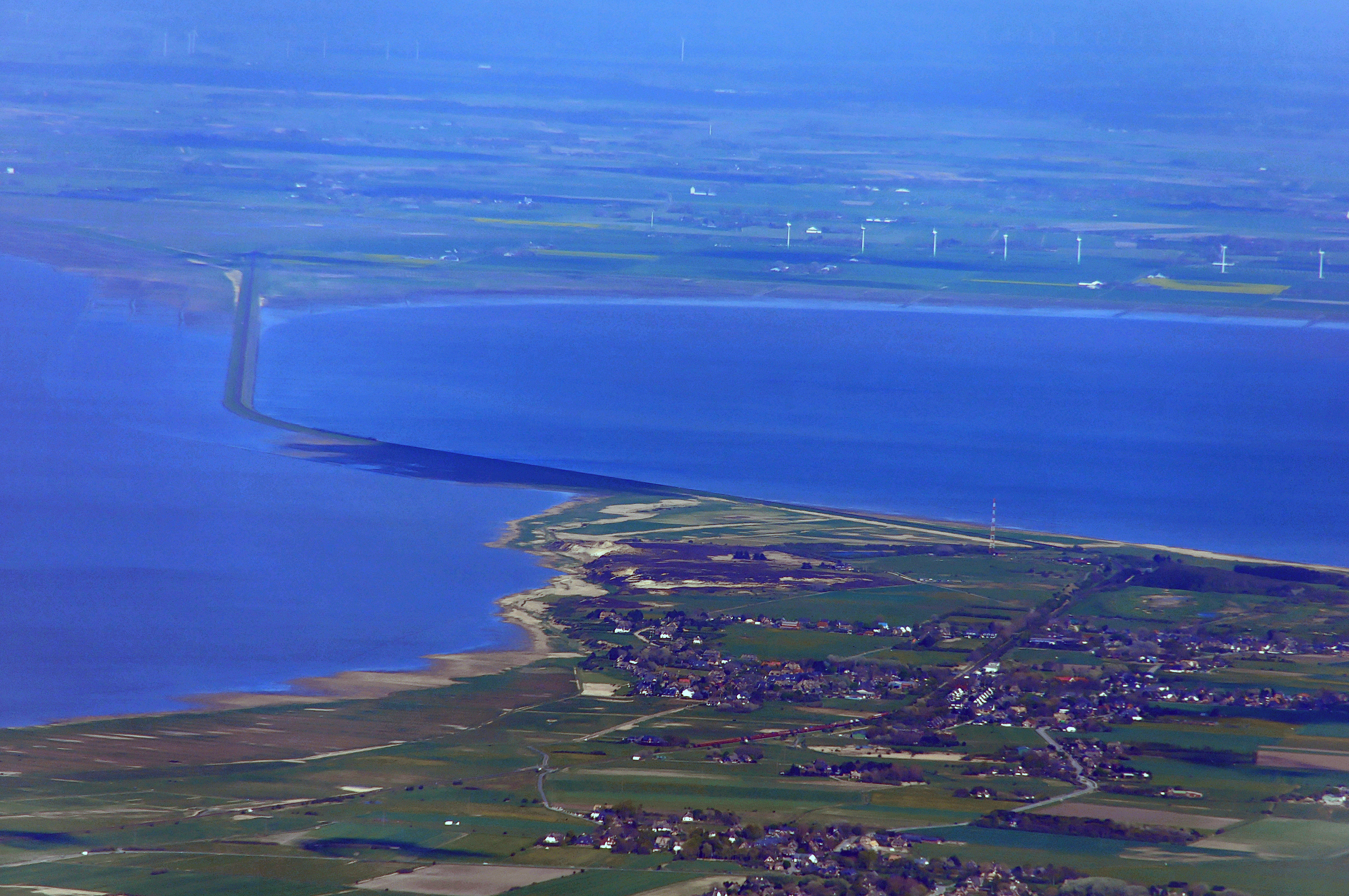
A töltés a sziget felől
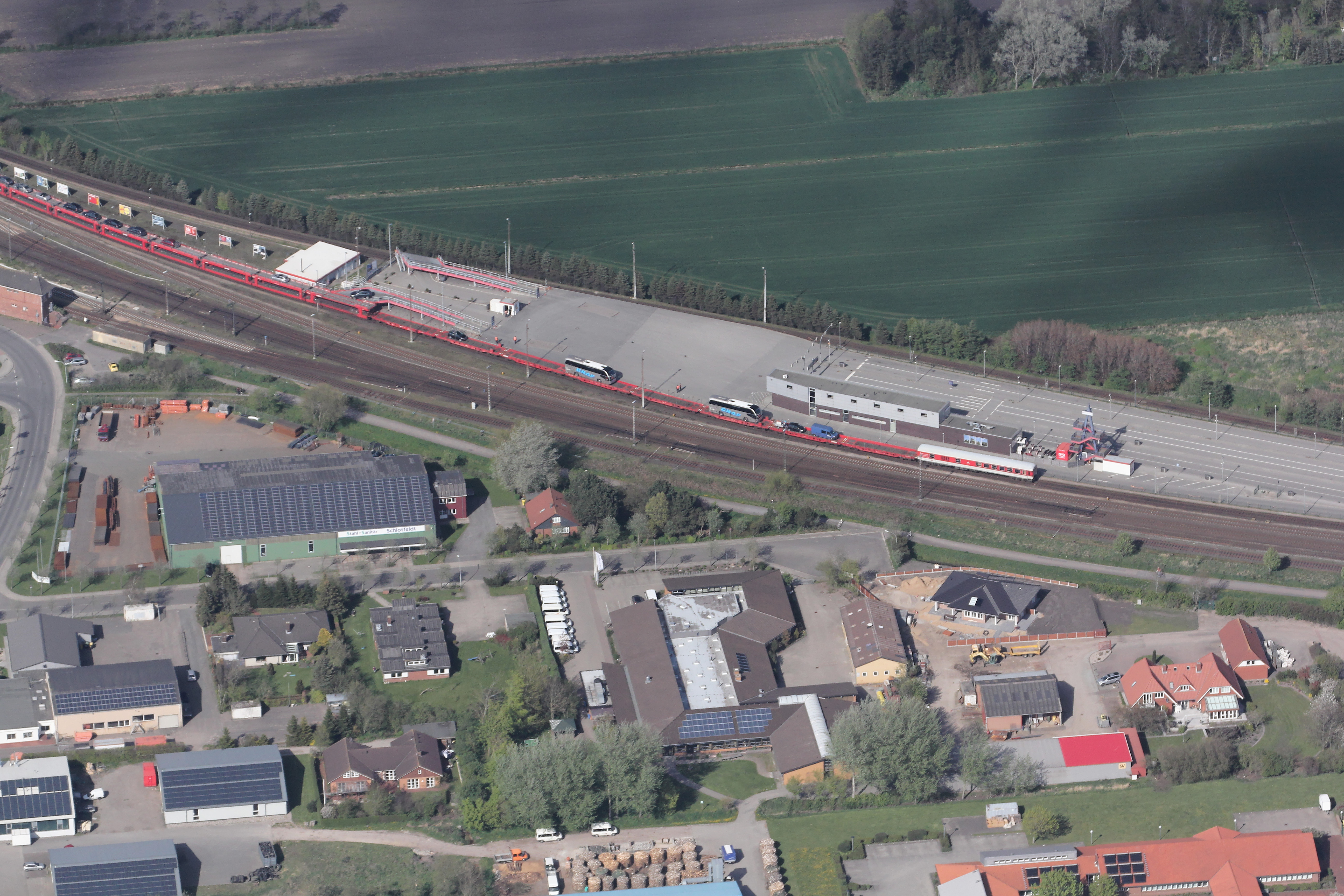
A járművek berakódó terminálja Niebüllben
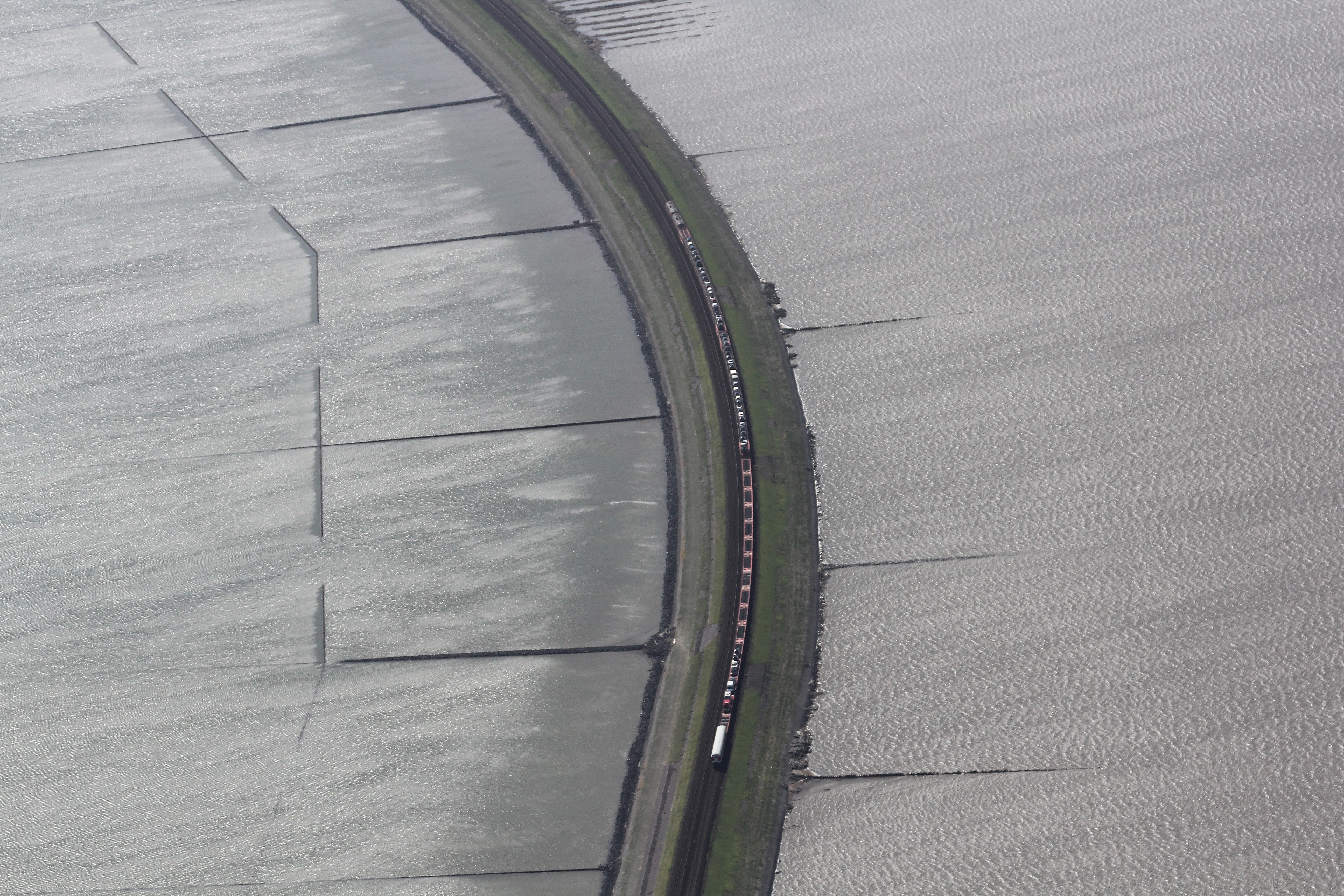
Autószállító vonat a töltésen
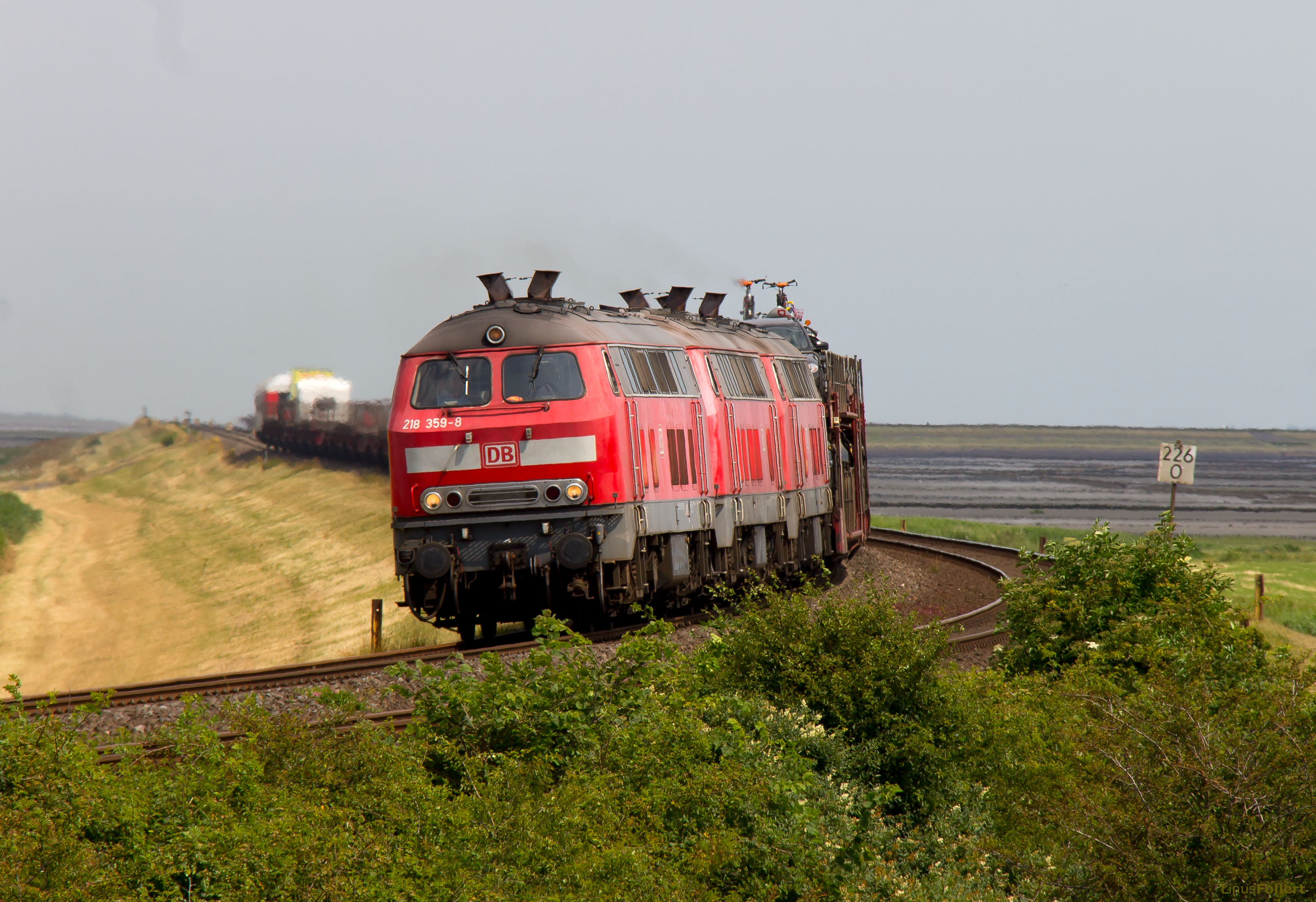
Autókat szállító vonat a gát végén
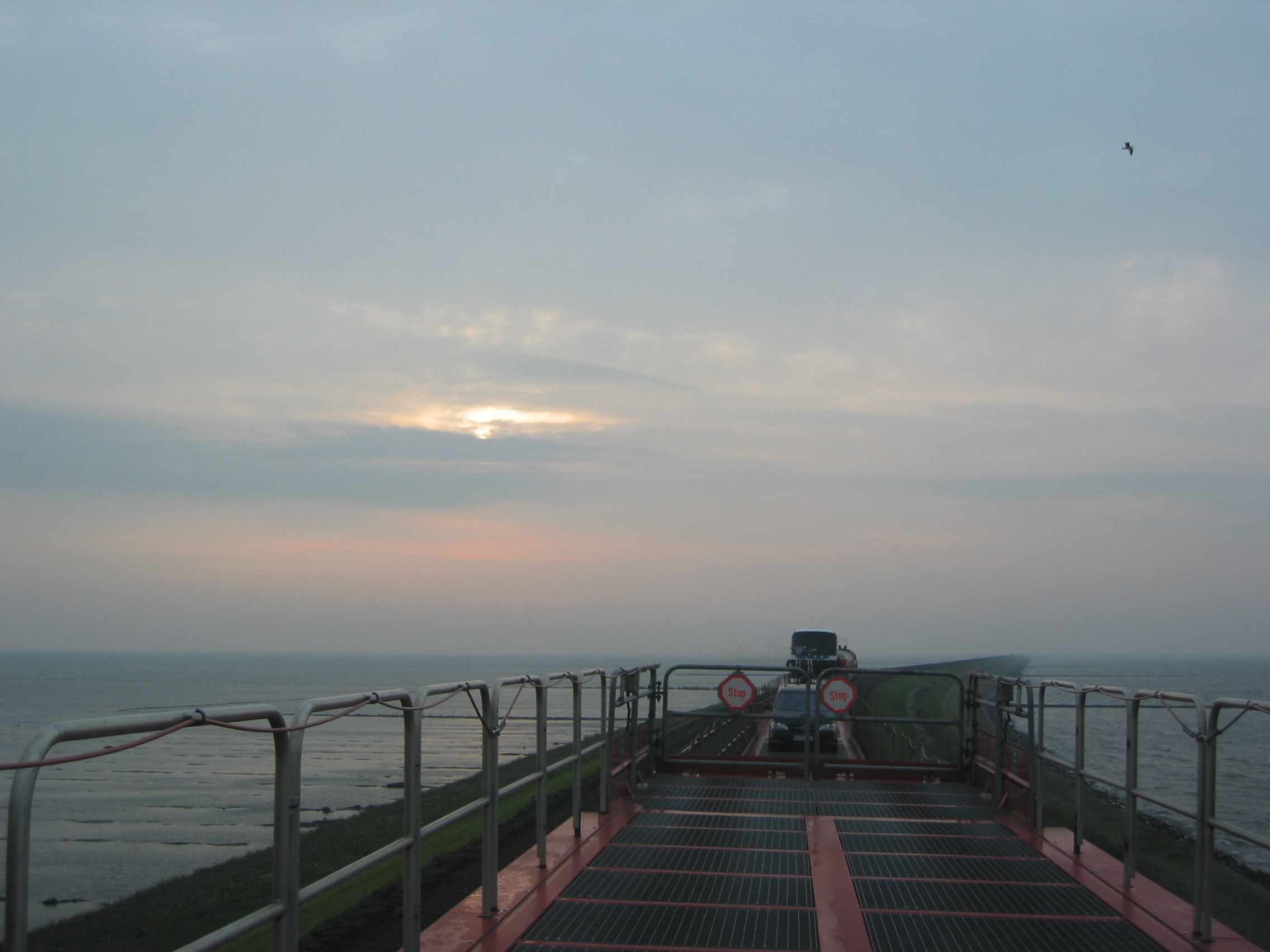
Kocsikat szállító vonat a gáton
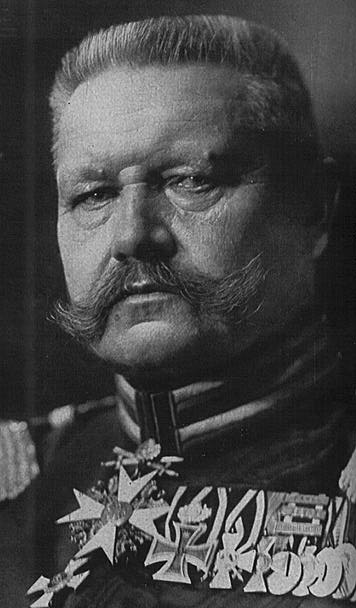
A névadó Paul von Hindenburg